# Hugo Alberto Morales
Hugo Alberto Morales (Buenos Aires, 30 de juliol de 1974) és un exfutbolista argentí, que ocupava la posició de migcampista.

## Carrera esportiva
Després d'iniciar-se a l'Huracán, es consagra al Lanús, on seria un dels jugadors més destacats del seu equip. El 1999 marxa a la competició espanyola al fitxar pel CD Tenerife, amb qui aconsegueix pujar a la màxima categoria, precisament gràcies a un gol del mateix Morales. El 2002 finalitza la seua etapa canària i retorna al seu país, al Lanús i a l'Independiente. Posteriorment provaria sort a la lliga colombiana, primer a Atlético Nacional i després a Millonarios FC. Va romandre breument a Xile, on no va poder destacar a causa de les lesions. El 2008 retorna de nou al seu país, per jugar a Talleres de Córdoba.

## Palmarès
- Conmebol 1996
- Apertura (Colòmbia) 2005

## Selecció
Hugo Morales ha estat 9 vegades internacional amb la selecció argentina, tot marcant dos gols. Amb la selecció Olímpica hi va guanyar la medalla d'argent als Jocs Olímpics d'Atlanta 1996. Un any abans, amb el combinat del seu país va conquerir l'or als Jocs Panamericans.